# يحيى الصواف
يحيى الصواف (1864 - 1945 م) سياسي سوري

## حياته
ولد وترعرع في دمشق، وتابع تحصيله العلمي في دور العلم واهتم بدراسة التاريخ والتفسير. انتخب عضواً في المجلس البلدي لمدينة دمشق عام 1894م وكان رئيس المجلس حينها محمد فوزي باشا العظم. وعند دخول الملك فيصل دمشق، أصبح الصواف عضواً في مجلس الشورى، ثم عيّن رئيساً للمجلس البلدي للمدينة من عام 1920 حتى 1926 م. وقام في تلك الفترة بإجراء الكثير من التحسينات على البنية التحتية والمرافق العامة لمدينة دمشق، وكان أول من استخدم مادة الاسمنت في البناء داخل دمشق بعد أن أجرى عليها عدة اختبارات لمعرفة مدى تحملها للظروف الجوية في الصيف والشتاء، حيث لقبه الناس «بامبراطور الاسمنت».
شارك في العمل السياسي في سوريا زمن الأتراك متزعماً لمجموعة سياسية شاركه في قيادتها محمد العظم وعبد القادر الخطيب، وقد أسهموا حينها في الدفاع عن مصالح البلاد المحلية دون التدخل بسياسة الدولة العثمانية. كما عملوا على مساندة العثمانيين ضد الحلفاء الفرنسيين والإنكليز الذين كانوا يسعون لفصل البلاد وتفريقها.
كان عضواً في حزب تركيا الفتاة، ووقف في وجه جمال باشا السفاح عندما حاول مصادرة الميرة من أراضي دمشق، ومخازنها، وتحويلها إلى الجيش في الحرب العالمية الأولى.
رفض تفويض الحكومة الفرنسية لجر مياه عين الفيجة إلى دمشق وقام بتنفيذ المشروع بأيد ورؤوس أموال سورية وطنية عام 1932م. كما كان له الفضل في الحفاظ على الثروة الشجرية في دمشق حين أراد الجنرال غاملان الفرنسي قطع أشجار غوطة دمشق بعمق 100 م حول المدينة لشق الطرق إذ تمكن من إقناعه بأن 50 متر تكفي لذلك. وعندما قصفت فرنسا مدينة دمشق عام 1926م ،أوقف الصواف القصف بعد أن تفاوض مع المندوب السامي الفرنسي.
يحمل وسام لوجيون دونور (جوقة الشرف)، ووسام شوفاليه (الفارس)، وهما أرفع الأوسمة الفرنسية. توفي عام 1945م